# Psychotria macrocarpa
Espèce
Synonymes
- Uragoga travancorica Kuntze[1]

Statut de conservation UICN

 EN B1+2c : En danger
Psychotria macrocarpa est une espèce de plantes de la famille des Rubiaceae.

## Publication originale
- The Flora of British India 3: 162. 1880.